# Chlorobistus virescens
Chlorobistus virescens is een wandelende tak uit de familie Aschiphasmatidae. De wetenschappelijke naam van deze soort is voor het eerst voorgesteld als Abrosoma virescens door Josef Redtenbacher in een publicatie uit 1906.
De soort komt voor op Sri Lanka, de Andamanen en Sumatra.